# Їржі Штайнер
Їржі Штайнер (чеськ. Jiří Štajner, нар. 27 травня 1976, Бенешов, Чехословаччина) — чеський футболіст, нападник клубу «Спартак Храстава». Виступав за національну збірну Чехії.
Триразовий чемпіон Чехії.

## Клубна кар'єра
У дорослому футболі дебютував 1994 року виступами за команду клубу «Славія», в якій провів два сезони, взявши участь у шести матчах чемпіонату. За цей час виборов титул чемпіона Чехії.
Згодом з 1996 по 2002 рік грав у складі команд клубів «Шварц» (Бенешов), «Динамо» (Чеські Будейовиці), «Славія Лоуновіце», СІАД (Мост) та «Слован». Протягом цих років додав до переліку своїх трофеїв ще один титул чемпіона Чехії.
Своєю грою за останню команду привернув увагу представників тренерського штабу клубу «Ганновер 96», до складу якого приєднався 2002 року. Відіграв за команду з Ганновера наступні вісім сезонів своєї ігрової кар'єри. Більшість часу, проведеного у складі «Ганновера», був основним гравцем атакувальної ланки команди.
Протягом 2003—2015 років захищав кольори клубів «Спарта» (Прага), «Слован», «Млада Болеслав» та «Нойгерсдорф».
До складу клубу «Спартак Крастава» приєднався 2015 року.

## Виступи за збірну
2002 року дебютував в офіційних матчах у складі національної збірної Чехії. 2014 року завершив виступи на цьому рівні.
У складі збірної був учасником чемпіонату світу 2006 року у Німеччині.

## Статистика виступів

### Статистика клубних виступів
| Сезон                | Команда              | Чемпіонат            | Чемпіонат | Чемпіонат | Національний кубок | Національний кубок | Національний кубок | Міжнародні змагання | Міжнародні змагання | Міжнародні змагання | Інші змагання | Інші змагання | Інші змагання | Усього | Усього |
| Сезон                | Команда              | Ліга                 | Ігор      | Голів     | Ліга               | Ігор               | Голів              | Ліга                | Ігор                | Голів               | Ліга          | Ігор          | Голів         | Ігор   | Голів  |
| -------------------- | -------------------- | -------------------- | --------- | --------- | ------------------ | ------------------ | ------------------ | ------------------- | ------------------- | ------------------- | ------------- | ------------- | ------------- | ------ | ------ |
| 1994–95              | «Славія»             | 1Л                   | 3         | 0         | КС                 | ?                  | ?                  | -                   | -                   | -                   | -             | -             | -             | 3      | 0      |
| 1995–96              | «Славія»             | 1Л                   | 3         | 0         | КС                 | ?                  | ?                  | -                   | -                   | -                   | -             | -             | -             | 3      | 0      |
| Усього за «Славію»   | Усього за «Славію»   | Усього за «Славію»   | 6         | 0         |                    | ?                  | ?                  |                     | -                   | -                   |               | -             | -             | 6      | 0      |
| 1996                 | «Шварц» (Бенешов)    | 2Л                   | 1         | 1         | -                  | -                  | -                  | -                   | -                   | -                   | -             | -             | -             | 1      | 1      |
| 1996–97              | «Славія Лоуновіце»   |                      | 23        | 22        | -                  | -                  | -                  | -                   | -                   | -                   | -             | -             | -             | 23     | 22     |
| 1997–98              | СІАД (Мост)          | 2Л                   | 14        | 5         | КЧ                 | ?                  | ?                  | -                   | -                   | -                   | -             | -             | -             | 14     | 5      |
| 1998–99              | СІАД (Мост)          | 2Л                   | 28        | 7         | КЧ                 | -                  | -                  | -                   | -                   | -                   | -             | -             | -             | 28     | 7      |
| 1999-січ. 2000       | СІАД (Мост)          | 2Л                   | 17        | 9         | КЧ                 | ?                  | ?                  | -                   | -                   | -                   | -             | -             | -             | 17     | 9      |
| Усього за СІАД       | Усього за СІАД       | Усього за СІАД       | 59        | 21        |                    | ?                  | ?                  |                     | -                   | -                   |               | -             | -             | 59     | 21     |
| січ.-лип. 2000       | «Слован»             | 1Л                   | 8         | 1         | КЧ                 | ?                  | ?                  | -                   | -                   | -                   | -             | -             | -             | 8      | 1      |
| 2000–01              | «Слован»             | 1Л                   | 26        | 9         | КЧ                 | ?                  | ?                  | -                   | -                   | -                   | -             | -             | -             | 26     | 9      |
| 2001–02              | «Слован»             | 1Л                   | 29        | 15        | КЧ                 | ?                  | ?                  | КУЄФА               | 8                   | 4                   | -             | -             | -             | 37     | 19     |
| 2002–03              | «Ганновер 96»        | БЛ                   | 32        | 4         | КН                 | 2                  | 0                  | -                   | -                   | -                   | -             | -             | -             | 34     | 4      |
| 2003                 | «Ганновер 96»        | БЛ                   | 16        | 3         | КН                 | 1                  | 0                  | -                   | -                   | -                   | -             | -             | -             | 17     | 3      |
| січ.-лип. 2004       | «Спарта» (П)         | 1Л                   | 14        | 3         | КЧ                 | ?                  | ?                  | ЛЧ                  | 2                   | 0                   | -             | -             | -             | 16     | 3      |
| 2004–05              | «Ганновер 96»        | БЛ                   | 30        | 6         | КН                 | 1                  | 0                  | -                   | -                   | -                   | -             | -             | -             | 31     | 6      |
| 2005–06              | «Ганновер 96»        | БЛ                   | 33        | 6         | КН                 | 3                  | 1                  | -                   | -                   | -                   | -             | -             | -             | 36     | 7      |
| 2006–07              | «Ганновер 96»        | БЛ                   | 34        | 3         | КН                 | 4                  | 0                  | -                   | -                   | -                   | -             | -             | -             | 38     | 3      |
| 2007–08              | «Ганновер 96»        | БЛ                   | 26        | 6         | КН                 | 1                  | 0                  | -                   | -                   | -                   | -             | -             | -             | 27     | 6      |
| 2008–09              | «Ганновер 96»        | БЛ                   | 27        | 8         | КН                 | 1                  | 0                  | -                   | -                   | -                   | -             | -             | -             | 28     | 8      |
| 2009–10              | «Ганновер 96»        | БЛ                   | 30        | 6         | КН                 | 1                  | 0                  | -                   | -                   | -                   | -             | -             | -             | 31     | 6      |
| Усього за «Ганновер» | Усього за «Ганновер» | Усього за «Ганновер» | 228       | 42        |                    | 14                 | 1                  |                     | -                   | -                   |               | -             | -             | 242    | 43     |
| 2010–11              | «Слован»             | 1Л                   | 29        | 9         | КЧ                 | ?                  | ?                  | -                   | -                   | -                   | -             | -             | -             | 29     | 9      |
| 2011–12              | «Слован»             | 1Л                   | 29        | 15        | КЧ                 | 3                  | 1                  | -                   | -                   | -                   | -             | -             | -             | 32     | 16     |
| 2012–13              | «Слован»             | 1Л                   | 22        | 8         | КЧ                 | 6                  | 4                  | ЛЧ                  | 3                   | 0                   | -             | -             | -             | 31     | 12     |
| Усього за «Слован»   | Усього за «Слован»   | Усього за «Слован»   | 143       | 57        |                    | 9                  | 5                  |                     | 11                  | 4                   |               | -             | -             | 163    | 66     |
| 2013–14              | «Млада Болеслав»     | 1Л                   | 23        | 4         | КЧ                 | 4                  | 1                  | -                   | -                   | -                   | -             | -             | -             | 27     | 5      |
| 2014–15              | «Нойгерсдорф»        | NOFV-OS              | 13        | 6         | КС                 | 1                  | 0                  | -                   | -                   | -                   | -             | -             | -             | 14     | 6      |
| Усього за кар'єру    | Усього за кар'єру    | Усього за кар'єру    | 510       | 155       |                    | ?                  | 7+                 |                     | 13                  | 4                   |               | -             | -             | 5?     | 167+   |

## Досягнення

### Командні
- Чемпіон Чехії:

«Славія»: 1995–1996
«Слован»: 2001–2002, 2011–2012
- Володар Кубка Чехії:

«Слован»: 1999–2000
«Спарта»: 2003–2004

### Особисті
Найкращий бомбардир Чемпіонату Чехії (1):
«Слован»: 2001–2002 (15 голів)